# Абба Горион (мидраш)
«Абба Горион» — в иудаизме мидраш (ветхозаветный трактат), начинающийся словами «Абба Горион»; называется также др.-евр. אנדהא דמנילהא‬ или מדרש מגלה‬, так как трактует о библейской Книге Есфирь (евр. Эстер).
Цитаты из него имеются в Ялкуте. Был издан в Лейпциге в 1856 году.
Авторы ЕЭБЕ относят данный мидраш к «анонимным произведениям» еврейского народа.

## Персидский царь книги Есфирь
По выражению «Абба Гориона», Ахашверош был царь-простак (מלך טיפש‬) и настолько неустойчив, что то жертвовал женой ради друга, то, наоборот, жертвовал другом ради жены.
Бессонница Ахашвероша в ту ночь, когда решалась судьба евреев, была ниспослана ему архангелом Михаилом (Гавриилом), который постучал 366 раз о пол царского покоя, a затем провёл перед царем толпу мясников, виночерпиев, пекарей, к которым Ахашверош в гневе обратился со словами: «Вы отравили меня!» — «Посмотри, — возразили они, — отравлены ли Эсфирь или Гаман, которые ели и пили вместе с тобой». Когда царь узнал, что Эсфирь и Гаман здоровы, он велел принести памятную книгу своего царствования, откуда и узнал о том, что Мардохей остался невознаграждённым.